# Садик Рохани
Великий аятолла Садик Рохани (15 июля 1926, Кум — 16 декабря 2022, Кум) — иранский шиитский богослов и марджа, имевший большое количество последователей в Иране и за его пределами. Его наиболее известное произведение — сорокатомная энциклопедия исламского права «Фикх-аль-Садик».

## Биография
Великий аятолла Сейид Мухаммад Садик Рохани родился в Куме (Иран) в 1926 году. Там он начал изучать арабскую литературу, после чего, вместе со старшим братом, переехал в Неджеф, где в короткие сроки окончил изучение уроков сатх и приступил к занятиям харидж.
Будучи ещё подростком, он блестяще разобрал одну из базовых и сложнейших книг усулитской школы — «Макасиб» Шейха Муртазы Ансари. Аятолла Хои говорил: «Я имею честь преподавать в семинарии, в которой подросток изучает „Макасиб“ рядом со своим старшим братом и другими более опытными одноклассниками. Преимущественно, он понимает и анализирует разделы лучше остальной части студентов».
Аятолла Рохани посещал занятия выдающихся учёных, как:
- Великий Аятолла Хаджи Шейх Казим Ширази
- Великий Аятолла Хаджи Шейх Мухаммад Хусейн Исфахани
- Великий Аятолла Хаджи Шейх Мухаммад Али Каземейни
- Великий Аятолла Хаджи Сейид Абдулхасан Исфахани
- Великий Аятолла Хаджи Шейх Мухаммад Реза Ал-е-ясин
- Великий Аятолла Хаджи Сейид Абулькасим Хои
- Великий Аятолла Хаджи Сейид Мухаммад Хусейн Табатабаи Буруджерди

Редкостные способности позволили ему достичь степени иджтихада всего в 14 лет, что явилось беспрецедентным случаем в истории усулизма, причём его иджтихад был засвидетельствован аятоллой Хои, который написал ему рекомендательное письмо.
Ещё в юности Аятолла Рохани стал вести собственные уроки во дворе усыпальницы Али ибн Абу Талиба, что произвело большое впечатление на ученое сообщество Неджефа. В 1951 году он вернулся в Кум, а спустя несколько месяцев, в двадцатипятилетнем возрасте начал преподавать уроки харидж. Его метод в преподавании и научной деятельности отличался избеганием бесполезных вопросов и противостоял стагнации, односторонности, чрезмерной осторожности и слепому подражанию. Он стал марджа в тридцать пять лет, после кончины аятоллы Буруджерди.

## Общественная деятельность
Аятолла Рохани с ранних лет проявлял активность в различных областях, включая политику, хотя и не был связан с Хомейни и другими известными революционерами из числа духовенства. Тем не менее, некоторые считают именно его основным вдохновителем исламской революции в Иране.
Несмотря на свой уровень знаний, влияние и роль в борьбе с шахом, он с первых постреволюционных лет, не только не участвовал в деятельности установившейся власти, но и находился, по отношению к ней, в жёсткой оппозиции, за что не раз подвергался преследованиям, а его сторонники арестам и иным санкциям. Он критиковал некоторые, как политические, так и правовые декреты Хомейни и его помощников. Аятолла Рохани считал запрещенными музыку и шахматы, в чём разошелся с большинством сегодняшних марджа, и допускал самоистязания на Ашуру. Когда в Иране были запрещены некоторые элементы церемоний Ашуры, Рохани открыто выступил против режима, посчитав его действия преступными. Другим пунктом расхождений ученого с хомейнистами являлся вопрос о лидере, который, согласно Аятолле Рохани, должен избираться массами людей, а не факихами.
Помимо этого, Аятолла Рохани известен своим мнением по некоторым вопросам права. К примеру, он выступал за распространение среди студентов практики мута (временного брака), одновременно настаивая, что заключение мута не требует разрешения родителей или других авторитетов. Ещё одним мнением Аятоллы Рохани являлась дозволенность клонирования человека.

## Произведения
Перу Аятоллы Рохани принадлежит длинный список произведений на арабском и фарси, который включает:
1. «Фикх-аль-Садик» — энциклопедию шиитского фикха в 40 томах. Эту книгу аятолла Рохани начал писать сразу по возвращении в Кум. Она получила положительную оценку со стороны таких именитых учёных, как Хои и Буруджерди, а также была проверена суннитскими учёными.
2. «Зубдат-аль-Усуль» — полной обзор методологии в рациональном дискуссионном формате, в 6 томах.
3. «Минхадж-аль-фукаха» («Метод юристов») — разъяснение «Макасиб» Шейха Ансари в передовом способе, в 6 томах.
4. Разъяснение книги «Минхадж-аль-салехин» — в 2 томах.
5. Разъяснение книги «Урват-аль-вуска» — в 2 томах.
6. «Детерминизм и свобода воли».
7. «Трактат о принципе собирания знания».
8. «аль-Иджтихад ва аль-Таклид».
9. «Каваид аль-Залаза» («Три принципа»).
10. «Государственная система в Исламе».